# Mielichhoferia plagiobrioides
Mielichhoferia plagiobrioides är en bladmossart som beskrevs av Brotherus 1920. Mielichhoferia plagiobrioides ingår i släktet kismossor, och familjen Bryaceae. Inga underarter finns listade i Catalogue of Life.